# Núria Benach i Rovira
Núria Benach és professora de Geografia a la Universitat de Barcelona. S'interessa per les noves tendències del pensament geogràfic, els discursos sobre les transformacions urbanes i la construcció socioespacial de la diversitat. Ha investigat sobre les representacions urbanes en períodes d'intensa transformació, com ara els canvis en la imatge de Barcelona durant els Jocs Olímpics d'Estiu de 1992, els canvis derivats de l'arribada d'onades migratòries o l'impacte del turisme urbà massiu. Entre les seves últimes publicacions destaquen «El centro histórico de Barcelona bajo presión: flujos globales y derecho a la ciudad», a Ciudad y diferencia: género, cotidianeidad y alternativas (Bellaterra, 2009) i Edward Soja: la perspectiva postmoderna de un geógrafo radical (Icària, 2010).